# Oscar Chamberlain
Oscar Chamberlain, né le 15 janvier 2005 à Canberra, est un coureur cycliste australien. Il est notamment champion du monde du contre-la-montre juniors en 2023.

## Biographie
Chez les juniors (17/18 ans), du haut de son 1,94 mètre, Oscar Chamberlain s'illustre principalement en contre-la-montre. En janvier 2022, après avoir décroché le titre de champion d'Océanie sur route juniors, il court en Europe au sein de l'équipe belge Cannibal Team, avec qui, il gagne le Grand Prix E3 juniors. En 2023, pour sa deuxième année junior, il évolue au sein de l'équipe française AG2R Citroën U19 Team. En janvier, il devient champion d'Australie du contre-la-montre juniors. Par la suite, il termine deuxième de Paris-Roubaix juniors après avoir levé les bras top tôt et être finalement devancé au sprint par son coéquipier Matys Grisel. Grâce à ses performances en contre-la-montre individuel, il s'illustre également sur les courses par étapes, remportant notamment le Watersley Junior Challenge, terminant deuxième de la Guido Reybrouck Classic et troisième du Sint-Martinusprijs Kontich. En août, il est sacré champion du monde du contre-la-montre juniors à Glasgow,. 
Avec son passage chez les espoirs (moins de 23 ans) en 2024, il rejoint l'équipe Decathlon AG2R La Mondiale Development, liée à la structure junior AG2R Citroën U19 Team et à l'équipe World Tour Decathlon AG2R La Mondiale. Il connait une année compliquée, avec comme meilleur résultat des troisièmes places au championnat d'Australie du contre-la-montre espoirs et sur la première étape de l'Alpes Isère Tour. Après avoir couru à plusieurs reprises avec l'équipe World Tour comme permet le règlement, il signe un contrat professionnel avec l'équipe Decathlon AG2R La Mondiale pour les saisons 2025 à 2027.

## Palmarès sur route
- 2022
  -  Champion d'Océanie sur route juniors
  - Grand Prix E3 juniors
  - 2e du championnat d'Australie sur route juniors
  -  Médaillé de bronze du championnat d'Océanie du contre-la-montre juniors
- 2023
  -  Champion du monde du contre-la-montre juniors
  -  Champion d'Australie du contre-la-montre juniors
  - Watersley Junior Challenge :
    - Classement général
    - 1re étape (contre-la-montre)

  - 2e de la Guido Reybrouck Classic
  - 2e de Paris-Roubaix juniors
  - 3e du Sint-Martinusprijs Kontich
  - 10e du championnat du monde sur route juniors
- 2024
  - 3e du championnat d'Australie du contre-la-montre espoirs

## Classements mondiaux
| Année                                 | 2024  |
| ------------------------------------- | ----- |
| Classement mondial                    | 1545e |
|                                       |       |
| Légende : nc = non classéSource : UCI |       |